# 가재울도서관
가재울도서관은 경기도 의정부시에 있는 도서관이다.

## 연혁
- 2017년 12월 22일 개관.